# Ectima astricta
Ectima astricta är en fjärilsart som beskrevs av Hans Fruhstorfer 1908. Ectima astricta ingår i släktet Ectima och familjen praktfjärilar. Inga underarter finns listade i Catalogue of Life.